# Детков, Иван Вячеславович
Иван Вячеславович Детков (род. 3 августа 2004, Подольск, Московская область) — российский хоккеист, нападающий.

## Биография
Воспитанник подольского «Витязя». С сезона 2021/22 — игрок команды МХЛ «Русские витязи». 4 сентября 2023 года в домашнем матче против минского «Динамо» (0:7) дебютировал в КХЛ.